# Иоанн XVI
Иоанн XVI (умер 26 августа 1001, Фульда) — антипапа с апреля 997 по февраль 998.

## Биография
Грек из Россано в Калабрии по имени Филлагат (Джованни Филагатто). В то время это была территория Византийской империи, и Джованни был духовником греческой принцессы Феофано, впоследствии жены Оттона II. Дважды он действовал как имперский канцлер в Италии в 980—982 годах, после чего он был назначен аббатом Нонатолы, и в 991—992 годах. Он был крёстным отцом Оттона III и стал наставником мальчика, когда в 987 году тому исполнилось 7 лет. При помощи Феофано он получил епископскую кафедру в Пьяченце, и его послали в Константинополь сопровождать византийскую принцессу для Оттона III.
В 996 году молодой император Оттон III пришёл на помощь папе римскому Иоанну XV (985—996), чтобы подавить восстание во главе с Иоанном Кресценцием. Оттон III задержался в Павии, где его приветствовали как короля Италии, и не успел добраться до Рима до смерти папы Иоанна XV. В Риме Оттон III организовал выборы своего двоюродного брата Бруно Каринтийского в качестве папы римского Григория V (996—999) и новый римский папа короновал императора 21 мая 996 года.
Как только Оттон III вернулся в Германию, сторонники Иоанна Кресценция сбросили Григория V с папского престола и при активной поддержке византийского императора Василия II организовали избрание Джованни Филагато папой римским под именем Иоанн XVI. Синод западных епископов собрался в 997 году в имперской столице в Италии Павии и принял решение в пользу Григория V, отлучив Иоанна.
Восстание Иоанна Кресценция было решительно подавлено Оттоном III, который прибыл в Рим в феврале 998 года. Иоанн XVI сбежал, но, преследуемый войсками императора, был пойман. Ему отрезали уши, нос и язык, выкололи глаза и сломали пальцы, чтобы он не мог ни писать, ни говорить. Затем его облачили в епископские одежды, посадили на ослицу лицом к хвосту и провезли по Риму на посмешище всему городу. При заступничестве Нила Россанского, одного из его соотечественников, Иоанну сохранили жизнь. Его отправили в монастырь в Фульде (Германия), где он и умер в 1001 году.
Поскольку Иоанн XVI не был законным папой римским, следующие папы Иоанны — Иоанн XVII, Иоанн XVIII и Иоанн XIX — взяли порядковые имена XVI, XVII и XVIII. Однако некоторые средневековые историки исправили эти имена, включая антипапу Иоанна XVI в список пап римских. Это неправильно выполненное упорядочивание впоследствии больше не исправлялось и существует до сих пор.